# Amata ragazzii
Amata ragazzii är en fjärilsart som beskrevs av Turati 1917. Amata ragazzii ingår i släktet Amata och familjen björnspinnare. Inga underarter finns listade i Catalogue of Life.